# ویلی و وه

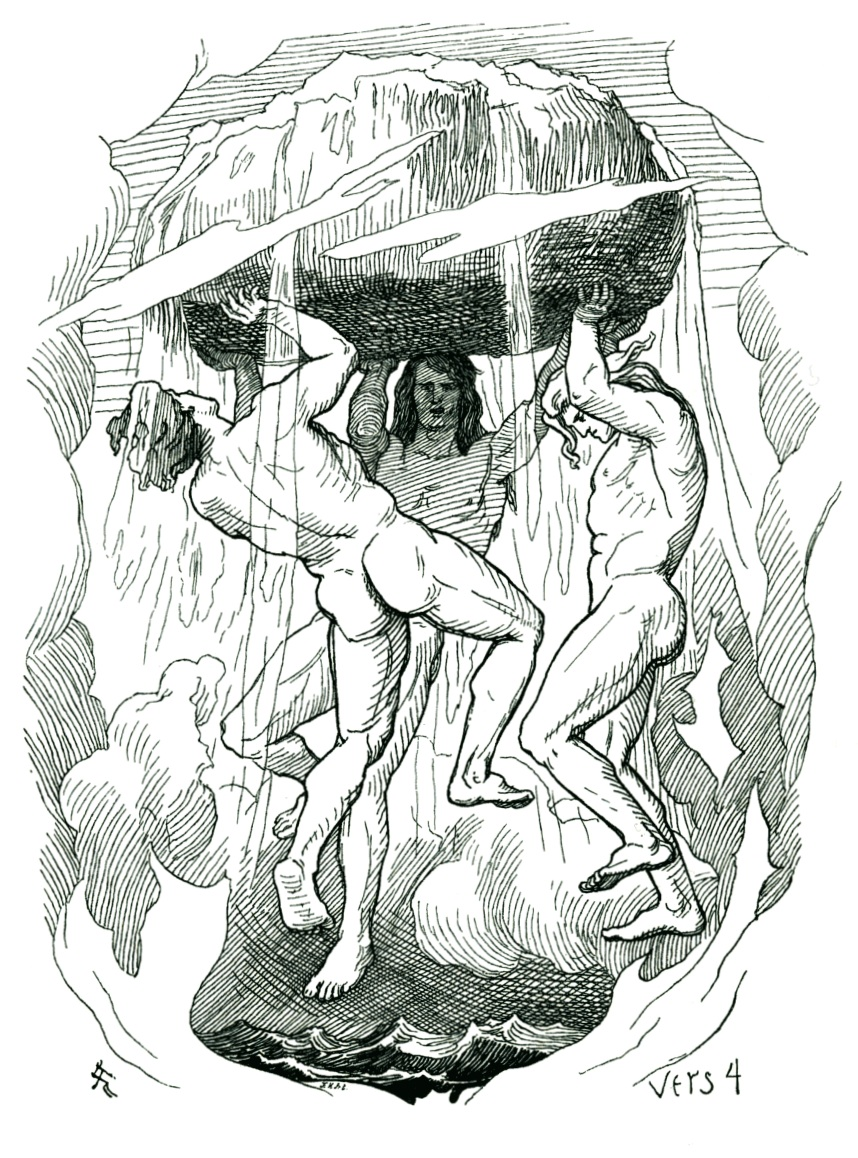
اُدین و برادرانش ویلی و وه، در حال خلق جهان

ویلی و وه (‎/ˈvɪli/‎ VILL-ee؛ زبان نورس باستان: [ˈwile]) (‎/ˈveɪ/‎ VAY؛ O.N.: [ˈweː]) در اسطوره‌شناسی اسکاندیناوی، برادران اودین، فرزندان بور و بستلا می‌باشند. در بین برادران اُدین برادر بزرگتر، ویلی فرزند وسط و وه کوچک‌ترین برادر بود.
در گیلفاگینینگ (ادای منثور) این سه برادر یمیر غول را کشتند و نژاد غولان یخی را از بین بردند، سپس جهان را از گوشت تن یمیر پدیدآوردند. آنگاه ایزدان آدمیان را آفریدند تا در جهان به سر برند. آنان دو تنهٔ درخت را گرفتند و زن و مرد را از آن‌ها پدیدآوردند. اُدین به آفریده‌های جدید، نفس و حیات بخشید، ویلی آگاهی و جنبش، و وه چهره، سخن، شنوایی و بینایی به آن‌ها عطا کرد. در ولوسپا نام هونیر و لودور به جای ویلی و وه ذکر شده است. از آنجایی که اسنوری استورلوسون، به شعر ولوسپا آگاهی داشت، بی‌دلیل نیست که هونیر نام دیگر ویلی و لودر، وه باشد.
در فصل سوم از هایمس‌کرینگلا آمده است که اودین دو برادر به نام‌های ویلی و وه داشت. در حالی که اودین رفته بود، برادرانش بر قلمرو او حکومت می‌کردند. وقتی غیبت اودین آنقدر طولانی شد که آسیر باور کرد که دیگر باز نخواهد گشت، برادرانش شروع به تقسیم میراث اودین کردند، «در این بین همسرش فریگ را بین خود تقسیم کردند. اگرچه، بعدها اودین بازگشت و دوباره همسرش را تصاحب کرد».